# Deutsche Cadre-47/2-Meisterschaft 2022/23

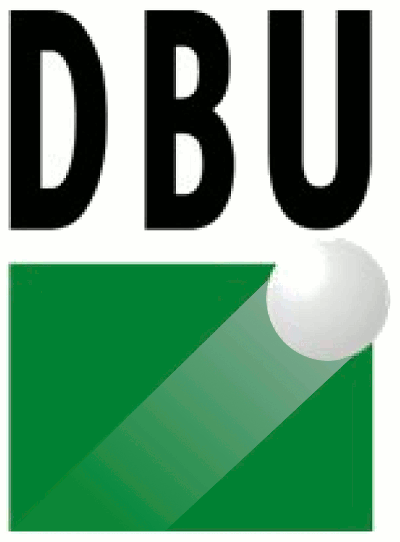
Verbandslogo: DBU

Veranstaltungsort: Herten

Die Deutsche Cadre-47/2-Meisterschaft 2022/23 ist eine Billard-Turnierserie und fand vom 18. bis zum 19. Mai 2023 in Herten zum 89. Mal statt.

## Geschichte
Für den Hamburger Arnd Riedel, der aus familiären Gründen die Meisterschaft absagen musste, spielte der Wattenscheider Rainer Waldbauer. Mit eher durchschnittlichen Leistungen verteidigte  Sven Daske seinen Titel. Den besten Eindruck hinterließ in diesem Turnier der Dortmunder Christian Pöther. Gleich im ersten Match gegen den Titelverteidiger verpasste er seine Chance auf den Titel mit einer knappen 233:250-Niederlage in fünf Aufnahmen. Den dritten Platz errang der Schwelmer Markus Melerski.

## Modus
Gespielt wurde im Round-Robin-Modus bis 400 Punkte oder 10 Aufnahmen.
Die Endplatzierung ergab sich aus folgenden Kriterien:
1. Matchpunkte
2. Generaldurchschnitt (GD)

1. Bester Einzeldurchschnitt (BED)

1. Höchstserie (HS)

## Teilnehmer (nach Ausgangsklassement)

Ausrichter: GT Buer

1. Sven Daske (SCB Langendamm), Titelverteidiger
2. Markus Melerski (Bfr. Schwelm) (GD 65,50)
3. Christian Pöther (ABC Merklinde) (GD 90,00)
4. Rainer Waldbauer (Bfr. Wattenscheid) (Nachrücker für Arnd Riedel)

## Turnierverlauf
| Name             | MP  | Pkte | Aufn. | ED    | HS  |
| ---------------- | --- | ---- | ----- | ----- | --- |
| 1. Spielrunde    |     |      |       |       |     |
| Sven Daske       | 2:0 | 250  | 5     | 50,00 | 113 |
| Christian Pöther | 0:2 | 233  | 5     | 46,60 | 110 |
| Rainer Waldbauer | 0:2 | 32   | 7     | 4,57  | 18  |
| Markus Melerski  | 2:0 | 250  | 7     | 35,71 | 75  |

| Name             | MP  | Pkte | Aufn. | ED    | HS  |
| ---------------- | --- | ---- | ----- | ----- | --- |
| 2. Spielrunde    |     |      |       |       |     |
| Sven Daske       | 2:0 | 250  | 9     | 27,78 | 82  |
| Markus Melerski  | 0:2 | 202  | 9     | 22,44 | 53  |
| Rainer Waldbauer | 0:2 | 44   | 3     | 14,67 | 27  |
| Christian Pöther | 2:0 | 250  | 3     | 83,33 | 180 |

| Name             | MP  | Pkte | Aufn. | ED    | HS  |
| ---------------- | --- | ---- | ----- | ----- | --- |
| 3. Spielrunde    |     |      |       |       |     |
| Sven Daske       | 2:0 | 250  | 13    | 19,23 | 84  |
| Rainer Waldbauer | 0:2 | 203  | 13    | 15,62 | 50  |
| Markus Melerski  | 0:2 | 117  | 9     | 13,00 | 99  |
| Christian Pöther | 2:0 | 250  | 9     | 27,78 | 106 |

## Abschlusstabelle
| MP    | Match Points (Sieger = 2; Unentschieden = 1; Verlierer = 0) |
| Pkte. | Erzielte Karambolagen                                       |
| Aufn. | Benötigte Versuche                                          |
| GD    | Generaldurchschnitt                                         |
| BED   | Bester Einzeldurchschnitt eines Spielers                    |
| HS    | Höchstserie                                                 |
|       | Bester GD des Turniers                                      |
|       | Bester ED des Turniers                                      |
|       | Beste HS des Turniers                                       |
|       | 1. Platz (Gold)                                             |
|       | 2. Platz (Silber)                                           |
|       | 3. Platz (Bronze)                                           |

| Klassement                 | Klassement       | Klassement | Klassement | Klassement | Klassement | Klassement | Klassement |
| Platz                      | Name             | MP         | Pkte.      | Aufn.      | GD         | BED        | HS         |
| -------------------------- | ---------------- | ---------- | ---------- | ---------- | ---------- | ---------- | ---------- |
| 1                          | Sven Daske       | 6:0        | 750        | 27         | 27,78      | 50,00      | 113        |
| 2                          | Christian Pöther | 4:2        | 733        | 17         | 43,12      | 83,33      | 180        |
| 3                          | Markus Melerski  | 2:4        | 569        | 25         | 22,76      | 35,71      | 99         |
| 4                          | Rainer Waldbauer | 0:6        | 279        | 23         | 12,13      | –          | 50         |
| Turnierdurchschnitt: 25,33 |                  |            |            |            |            |            |            |